# الصقينم (المضاربة والعارة)

تعديل مصدري - تعديل

الصقينم هي إحدى قرى عزلة المضاربة بمديرية المضاربة والعارة التابعة لمحافظة لحج، بلغ تعداد سكانها 28 نسمة حسب تعداد اليمن لعام 2004.